# Vlag van oblast Pskov
De vlag van oblast Pskov is in gebruik sinds 28 december 2018. De vlag is een rechthoekig blauw doek met een breedte-lengteverhouding van 2:3, met daarop de afbeelding van de palm, de wolk en het luipaard uit het wapen van de regio Pskov in de kleuren blauw, wit en geel met donkerdere tinten. Langs de schacht loopt een witte strook op 1/7 van de breedte van het doek, langs de rechterrand waarvan een enkele rij driehoeken is versierd, overeenkomend met de architectonische versiering "loper" uit Pskov.
Het luipaard vertegenwoordigt de moed en dapperheid van de inwoners van Pskov, de bereidheid om alle vijanden te trotseren en geen hoop te laten voor agressors. Een gouden zegenende hand strekt zich uit van de wolken naar het dier en versterkt zijn defensieve functies. De blauwe en witte driehoeken aan de mastzijde verwijst naar de omtrek van Daumantas van Pskov, de legendarische verdediger van Pskov.